# Moustache et Trottinette
Moustache et Trottinette est une série de bande dessinée animalière du Français Edmond-François Calvo. Publiée à partir de septembre 1952 dans l'hebdomadaire Femmes d'aujourd'hui, elle fait à partir de 1956 l'objet d'un fascicule trimestriel homonyme dont la publication cesse en décembre 1960 au 14e numéro avec la mort de Calvo.
Cette série suit les aventures de trois animaux anthropomorphes : le chat Moustache, la souris Trottinette et le chien Coquin. Après une première histoire moyenâgeuse où ils sont confrontés au méchant noblesse de la Rapière, les trois amis vivent des aventures à diverses époques, du Far West au Grand Siècle.